# Scombrinae
La sottofamiglia Scombrinae comprende 14 generi di pesci d'acqua salata, appartenenti alla famiglia Scombridae, molto conosciuti e vastamente pescati per l'alimentazione umana.

## Generi
- Acanthocybium
- Allothunnus
- Auxis
- Cybiosarda
- Euthynnus
- Grammatorcynus
- Gymnosarda
- Katsuwonus
- Orcynopsis
- Rastrelliger
- Sarda
- Scomber
- Scomberomorus
- Thunnus